# Барлете
44°32′ пн. ш. 15°28′ сх. д. / 44.53° пн. ш. 15.46° сх. д.
Барлете (хорв. Barlete) — населений пункт у Хорватії, у Лицько-Сенській жупанії у складі міста Госпич.

## Населення
Населення за даними перепису 2011 року становило 28 осіб.
Динаміка чисельності населення поселення:

## Клімат
Середня річна температура становить 8,74 °C, середня максимальна – 23,09 °C, а середня мінімальна – -7,32 °C. Середня річна кількість опадів – 1182 мм.
| Клімат поселення                              | Клімат поселення | Клімат поселення | Клімат поселення | Клімат поселення | Клімат поселення | Клімат поселення | Клімат поселення | Клімат поселення | Клімат поселення | Клімат поселення | Клімат поселення | Клімат поселення | Клімат поселення |
| Показник                                      | Січ.             | Лют.             | Бер.             | Квіт.            | Трав.            | Черв.            | Лип.             | Серп.            | Вер.             | Жовт.            | Лист.            | Груд.            |                  |
| Середній максимум, °C                         | 5,66             | 6,96             | 10,62            | 14,96            | 19,56            | 22,66            | 23,09            | 22,80            | 18,74            | 14,30            | 9,06             | 4,67             |                  |
| Середня температура, °C                       | −0,81            | 0,47             | 4,12             | 8,46             | 13,06            | 16,16            | 18,22            | 17,92            | 13,90            | 9,43             | 4,18             | −0,2             |                  |
| Середній мінімум, °C                          | −7,32            | −6,03            | −2,39            | 1,96             | 6,57             | 9,68             | 13,36            | 13,05            | 9,01             | 4,57             | −0,67            | −5,07            |                  |
| Норма опадів, мм                              | 90               | 88               | 87               | 94               | 85               | 82               | 52               | 72               | 120              | 135              | 154              | 123              |                  |
| Середньомісячна швидкість вітру, м/с          | 2.31             | 2.43             | 2.64             | 2.56             | 2.34             | 2.14             | 2.12             | 2.02             | 2.12             | 2.25             | 2.54             | 2.56             |                  |
| Середньомісячна сонячна радіація, кДж/м²·день | 4641             | 7293             | 10788            | 15304            | 19396            | 21415            | 23418            | 20110            | 14785            | 9373             | 4939             | 3828             |                  |
| --------------------------------------------- | ---------------- | ---------------- | ---------------- | ---------------- | ---------------- | ---------------- | ---------------- | ---------------- | ---------------- | ---------------- | ---------------- | ---------------- | ---------------- |
| Джерело:                                      |                  |                  |                  |                  |                  |                  |                  |                  |                  |                  |                  |                  |                  |